# Fänstjärnsskogen
Fänstjärnsskogen este o arie protejată (arie specială de conservare — SAC, sit de importanță comunitară — SCI, arie de protecție specială avifaunistică — SPA) din Suedia întinsă pe o suprafață de 92,6 ha, integral pe uscat.

## Localizare
Centrul sitului Fänstjärnsskogen este situat la coordonatele 60°27′27″N 13°21′35″E / 60.4574°N 13.3597°E.

## Înființare
Situl Fänstjärnsskogen a fost declarat arie de protecție specială avifaunistică în decembrie 1996 pentru a proteja 1 specie de plante și 6 specii de animale. Alte tipuri de protecție:
- sit de importanță comunitară (în ianuarie 1997)
- arie specială de conservare (în martie 2011)[1][3][4]

## Biodiversitate
Situată în ecoregiunea boreală, aria protejată conține 4 habitate naturale: Mlaștini împădurite, Taiga vestică, Lacuri și iazuri distrofice naturale, Mlaștini turboase de tranziție și turbării mișcătoare.
La baza desemnării sitului se află mai multe specii protejate:
- plante (1): Cephalozia macounii
- păsări (6): ciocănitoare neagră (Dryocopus martius), ciuvică (Glaucidium passerinum), ciocănitoare de munte (Picoides tridactylus), huhurezul mic (Strix uralensis), cocoșul de mesteacăn (Tetrao tetrix tetrix),  cocoș de munte (Tetrao urogallus)